# サルトビ小山
サルトビ小山（さるとび こやま）、1949年10月5日 ‐ ）は、日本の元プロボクサー。本名は小山 繁幸（こやま しげゆき）。山形県上山市出身。
元日本スーパーバンタム級チャンピオン。4度の防衛後、眼疾によりタイトル返上し引退。
引退後は様々な職を経験した後、ファイティング原田ジムでチーフトレーナーを歴任。
現役時代は笹崎ボクシングジム所属。

## 人物・経歴
山形県上山市にて3人兄弟の末っ子として誕生。笹崎ジム黄金期に全日本新人王、日本タイトルを獲得。
現役引退後は、役者を志願し千葉真一の設立したアクションスター養成のジャパンアクションクラブの3期生となり、数年役者としての活動。
その後、ファイティング原田ジムにトレーナーとしてボクシング界に戻り指導に当たっていた。

## 主な戦績
デビューから新人王
- 1967/1/8　デビュー戦で佳田晴彦(青木ジム)相手に4R判定勝利。

- 1967/12/18　綿貫 誠一(キングジム)に6RKO勝利で第24回東日本バンタム級新人王。

- 1968/1/15 　乾 三喜男(大星ジム)に４RKO勝利で全日本バンタム級 新人王獲得。

金沢 和良戦
- 1969/11/9 ”21戦目”で格上の金沢和良（アベ）と対戦し5RKO負け。(*この敗戦後、1引分を挟み12連勝)

日本スーパーバンタム級王座 獲得
- 1971/2/17  ”29戦目”で原田 武男(クラトキジム)に9R負傷判定勝利で日本スーパーバンタム級王座獲得。

- 1971/4/29　和歌山体育館でアタック原田とリングネームを変えた前王者(原田武雄)とダイレクトリマッチ10R判定勝利し日本タイトル初防衛。

- 1971.7/26 "31戦目"以前KOで下した元メキシコオリンピック出場のオリンピアン"タッド岡本(リキ金谷)"とノンタイトルで再戦し10R引き分け。(*1ラウンドで顎を骨折し、口が閉じない状態のまま試合続行。代償として8ヶ月のブランク)

- 1972/3/25　山形県営体育館において凱旋試合。後藤 吉伸(野口ジム)を相手に10R判定勝ち日本スーパーバンタム級王座2度目の防衛。

- 1972/8/20　後楽園ホールにおいて石橋広至(石橋ジム)を相手に4RTKO勝利で日本スーパーバンタム級王座3度目の防衛。

東洋タイトル挑戦
- 1972/10/6　韓国釜山において東洋チャンピオン"張 奎喆"と対戦し10RKO負けで東洋スーパーバンタム級王座 獲得失敗。

- 1972/12/18 川上 哲郎(ヨネクラ)と対戦しに10R判定勝利し日本スーパーバンタム級王座の4度目の防衛。

ラストマッチ
- 1973/3/26　”37戦目”のノンタイトルで江藤清一(熊谷ジム)と対戦し10R判定負け。この試合を最後に眼疾により王座返上し引退。

- 1973/6/8　空位となったスーパーバンタム級王座決定戦が行われ笹崎ジム同門のスナッピー浅野が江藤 清一に10R判定勝利し王座獲得。新王者にリング上で花を贈呈。

## 戦績
37戦 29勝(11KO）6敗2分 
| 戦           | 日付           | 勝敗 | 時間 | 内容     | 対戦相手       | 国籍           | 備考                               |
| ------------ | -------------- | ---- | ---- | -------- | -------------- | -------------- | ---------------------------------- |
| 1            | 1967年1月8日   | 勝利 | 4R   | 判定     | 佳田 晴彦      | 日本(青木)     | プロデビュー戦                     |
| 2            | 1967年3月5日   | 勝利 | 1R   | KO       | 安部 茂        | 日本(京都)     |                                    |
| 3            | 1967年5月10日  | 勝利 | 1R   | KO       | 西村 輝夫      | 日本(高橋)     |                                    |
| 4            | 1967年7月4日   | 勝利 | 4R   | 判定     | 西村 輝夫      | 日本(高橋)     |                                    |
| 5            | 1967年7月31日  | 敗北 | 4R   | 判定     | 石橋 憲三      | 日本(帝拳)     |                                    |
| 6            | 1967年10月20日 | 勝利 | 4R   | 判定     | 三原 和登志    | 日本(帝拳)     |                                    |
| 7            | 1967年11月18日 | 勝利 | 4R   | 判定     | 西村 輝夫      | 日本(高橋)     |                                    |
| 8            | 1967年12月18日 | 勝利 | 6R   | KO       | 綿貫 誠一      | 日本(キング)   | 東日本バンタム級 新人王            |
| 9            | 1968年1月15日  | 勝利 | 4R   | KO       | 乾 三喜男      | 日本(大星)     | 全日本バンタム級 新人王            |
| 10           | 1968年3月6日   | 勝利 | 6R   | 判定     | 師岡 茂夫      | 日本(立川鉄和) |                                    |
| 11           | 1968年4月3日   | 引分 | 6R   | 判定     | 吉田 勝        | 日本(中外)     |                                    |
| 12           | 1968年6月5日   | 勝利 | 6R   | TKO      | 浅沼 和行      | 日本(横体)     |                                    |
| 13           | 1968年7月22日  | 敗北 | 8R   | 判定     | 玉舎 武雄      | 日本(中村)     |                                    |
| 14           | 1968年8月21日  | 勝利 | 8R   | 判定     | 南 守          | 日本(田辺)     |                                    |
| 15           | 1968年9月25日  | 敗北 | 6R   | 判定     | 乾 三喜男      | 日本(大星)     |                                    |
| 16           | 1968年12月4日  | 勝利 | 6R   | 判定     | 石川 博康      | 日本(大星)     |                                    |
| 17           | 1969年2月5日   | 勝利 | 1R   | KO       | 新田 勇        | 日本(リキ)     |                                    |
| 18           | 1969年6月25日  | 勝利 | 8R   | 判定     | 横田 進        | 日本(リキ)     |                                    |
| 19           | 1969年8月27日  | 勝利 | 8R   | 判定     | 原田 武男      | 日本(クラトキ) |                                    |
| 20           | 1969年9月24日  | 勝利 | 7R   | TKO      | 宇野 正高      | 日本(東海)     |                                    |
| 21           | 1969年11月9日  | 敗北 | 5R   | KO       | 金沢 知良      | 日本(アベ)     |                                    |
| 22           | 1970年1月14日  | 勝利 | 3R   | KO       | バロン熊沢     | 日本(大川)     |                                    |
| 23           | 1970年3月7日   | 勝利 | 10R  | 判定     | 原田 武男      | 日本(クラトキ) |                                    |
| 24           | 1970年4月29日  | 勝利 | 6R   | 判定     | 石橋 広至      | 日本(石橋)     |                                    |
| 25           | 1970年6月25日  | 勝利 | 10R  | 判定     | サムライ羽切   | 日本(ヨネクラ) |                                    |
| 26           | 1970年8月14日  | 勝利 | 3R   | KO       | タッド岡本     | 日本(リキ金谷) |                                    |
| 27           | 1970年10月7日  | 勝利 | 8R   | 判定     | 星 健          | 日本(親和)     |                                    |
| 28           | 1970年12月16日 | 勝利 | 10R  | 判定     | 峯山 次生      | 日本(金子)     |                                    |
| 29           | 1971年2月17日  | 勝利 | 9R   | 負傷判定 | 原田 武男      | 日本(クラトキ) | 日本スーパーバンタム級王座 (獲得)  |
| 30           | 1971年4月29日  | 勝利 | 10R  | 判定     | アタック原田   | 日本(クラトキ) | 日本スーパーバンタム級王座 防衛(1) |
| 31           | 1971年７月26日 | 引分 | 10R  | 判定     | タッド岡本     | 日本(リキ金谷) |                                    |
| 32           | 1972年3月25日  | 勝利 | 10R  | 判定     | 後藤 吉伸      | 日本(野口)     | 日本スーパーバンタム級王座 防衛(2) |
| 33           | 1972年5月19日  | 勝利 | 6R   | TKO      | ジョー・サロマ | フィリピン     |                                    |
| 34           | 1972年8月20日  | 勝利 | 4R   | TKO      | 石橋 広至      | 日本(石橋)     | 日本スーパーバンタム級王座 防衛(3) |
| 35           | 1972年10月6日  | 敗北 | 10R  | KO       | 張 奎喆        | 韓国           | 東洋スーパーバンタム級王座 (挑戦)  |
| 36           | 1972年12月18日 | 勝利 | 10R  | 判定     | 川上 哲郎      | 日本(ヨネクラ) | 日本スーパーバンタム級王座 防衛(4) |
| 37           | 1973年3月26日  | 敗北 | 10R  | 判定     | 江藤 清一      | 日本(熊谷)     |                                    |
| テンプレート |                |      |      |          |                |                |                                    |

## タイトル
- 1967年 第24回 東日本バンタム級新人王
- 1968年 第14回 全日本バンタム級新人王
- 1971年 第6代 日本スーパーバンタム級王座(4度防衛）※返上

## エピソード
- 当初はヨネクラジムに入門する目的で上京したが、職場の人の紹介で笹崎ジム見学。その際に憧れのファイティング原田の姿を見て笹崎ジムへの入門を決意。
- 現役時代は野口ジムの黒沢元三や世界チャンピオン当時の柴田国明、同門の牛若丸原田のスパーリングパートナーを務めた。
- 桜井孝雄が世界バンタム級王者ライオネル・ローズに挑戦する際にローズのスパーリングパートナーを務めた。
- 現役引退後に接客業をしていた際、お客さんからボクシングジム開設の依頼を受けるが「現役への未練がある状態で選手の指導はできない」と断る。
- 引退後の役者時代の出演作に「二百三高地」の白襷隊小隊長役や「仮面ライダー」の強盗役などがある。
- ボクシングトレーナー時のトレードマークである眼帯は伊達政宗にあやかり、刀の鍔を使用。